# (12872) Susiestevens
(12872) Susiestevens est un astéroïde de la ceinture principale.

## Description
(12872) Susiestevens est un astéroïde de la ceinture principale. Il fut découvert le 21 juillet 1998 à Socorro (Nouveau-Mexique) par le projet LINEAR. Il présente une orbite caractérisée par un demi-grand axe de 2,26 UA, une excentricité de 0,14 et une inclinaison de 3,2° par rapport à l'écliptique.

## Compléments